# Paul Tep Im Sotha
Paul Tep Im Sotha, né le 6 janvier 1934 à Phnom-Penh (Cambodge) et mort en mai 1975 à proximité de Sisophon (Cambodge), est un prêtre cambodgien, premier préfet apostolique de la préfecture apostolique de Battambang. Il est mort assassiné par les Khmers rouges en compagnie de Charles Badré dit frère Jean, moine bénédictin du monastère de Kep, au sud de la ville de Sisophon sur la route nationale 5.

## Biographie

### Une éducation chrétienne et cambodgienne

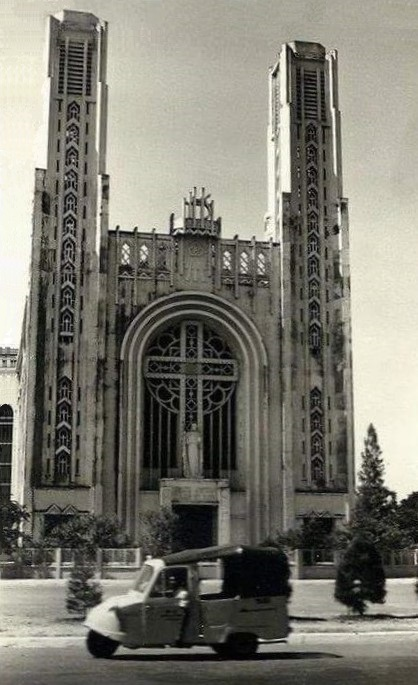
La cathédrale de Phnom Penh, sera plus tard détruite par les Khmers rouges.

Paul Tep Im est né le 6 janvier 1934 à Phnom-Penh (Cambodge) d'un père khmer infirmier et d'une mère franco-vietnamienne. Baptisé à la naissance, il reçoit une éducation chrétienne, puis répond à l’appel à devenir prêtre et entre au petit séminaire de Phnom Penh, près de l'église Saint-Joseph.
Envoyé en France pour poursuivre ses études d'abord au petit séminaire de Montpellier puis au grand séminaire d'Issy-les-Moulineaux de 1954 à 1958, il est ordonné prêtre le 28 juin 1959 par le cardinal Maurice Feltin dans la cathédrale Notre-Dame de Paris.
Pour poursuivre ses études supérieures, il est envoyé obtenir une licence canonique en histoire de l’Église à l’université pontificale Saint-Thomas-d'Aquin à Rome. Deux ans plus tard en 1961, il défend sa thèse en langue française, ‘’Essai d'une histoire des missions catholiques au Cambodge de 1550 à 1600 : apostolat des pp. Dominicains et Franciscains’’, dans laquelle il rend hommage au travail des missionnaires pour la propagation de la foi au Cambodge, et pour les sacrifices exécutés pour fonder un clergé autochtone et traduire l'Évangile en langue khmère.

### Un prêtre pour la jeunesse khmère
En 1962, il est nommé curé de la paroisse Sainte-Marie à Phnom Penh.
Le 26 septembre 1968, le pape Paul VI détache la préfecture apostolique de Battambang du vicariat apostolique de Phnom Penh, et nomme Monseigneur Tep Im Sotha à la tête de cette nouvelle juridiction canonique. Il devient ainsi  le premier préfet apostolique de Battambang, premier prêtre cambodgien à atteindre ce niveau de responsabilité dans l'Église catholique de son pays, dont le clergé est majoritairement français.
Jusqu’en 1969, Paul Tep Im est aussi chargé de la mission étudiante catholique à Phnom Penh, directeur national de l'association catholique des étudiants Pax Romana. Il fonde un groupe d'intellectuels qui aura parmi ses membres Chau Seng, qui sera ministre de l'Éducation de Sihanouk, Keat Chon, qui sera ministre des Finances de Pol Pot puis Hun Sen, ou encore l'architecte Vann Molyvann. Milton E. Osborne témoigne en effet de son amitié avec Paul Tep Im qui savait « fréquenter tous les milieux de la société cambodgienne » sans distinction.

### Les dernières heures

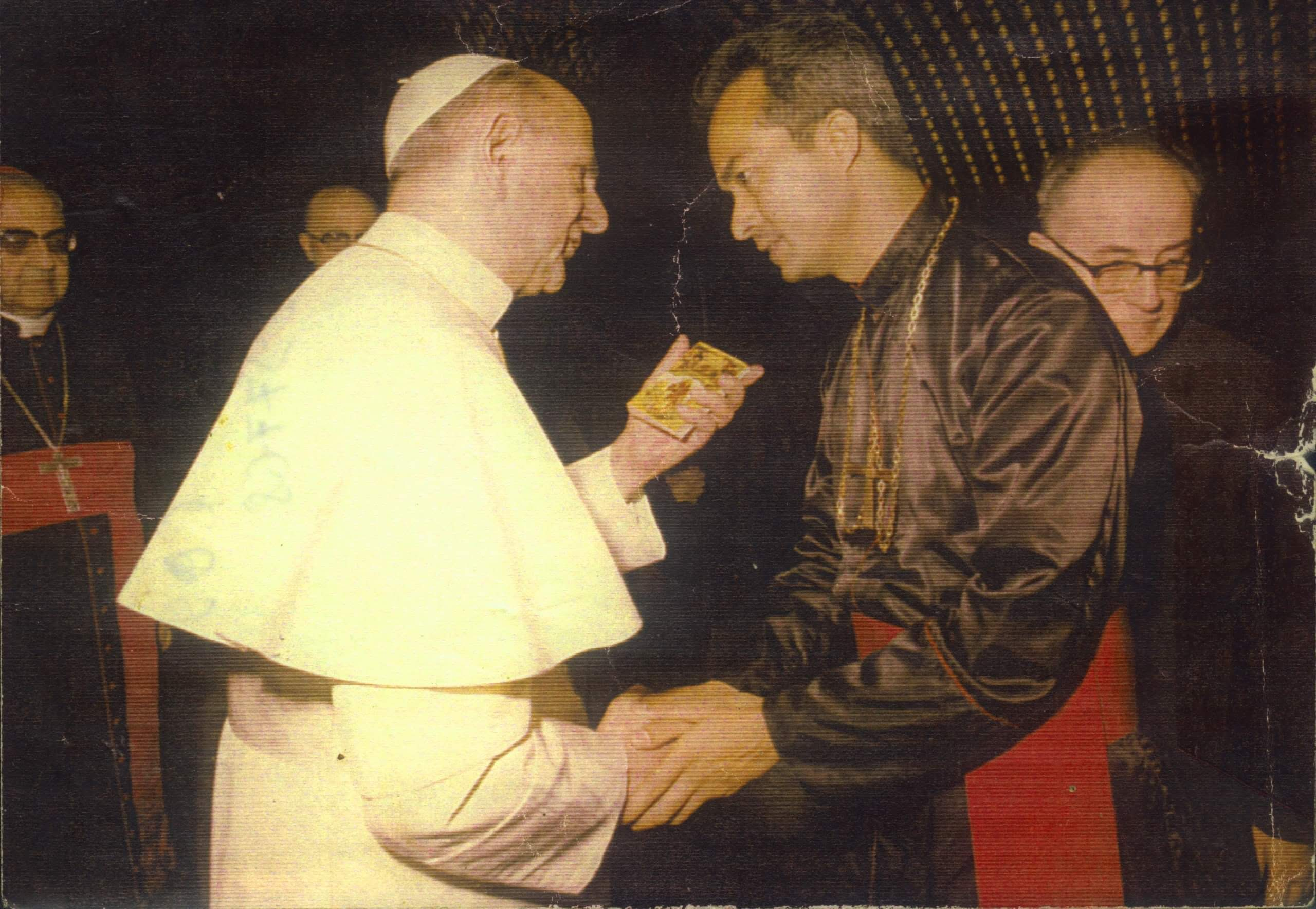
Lors de son dernier voyage en Europe en janvier 1975, Mgr Paul Tep Im Sotha rencontre Sa Sainteté le pape Paul VI lors de l'audience générale à Rome.

Au début de l'année 1975, Paul Tep Im est en déplacement en Europe, et c'est lors d'une session de formation sur l'évangélisation et la communication organisée à Bruxelles par l'« Association catholique internationale pour la Radio et la télévision » (UNDA, maintenant Signis) qu'il doit quitter celle-ci avant la fin afin de rejoindre son pays en proie à des troubles politiques préoccupants. Le 17 mars 1975, Paul Tep Im rejoint Charles Badré, en religion le frère Jean du monastère bénédictin de Kep. Ils se retrouvent à Battambang au moment où les Khmers rouges entrent dans la ville sans combat, l’armée gouvernementale ayant déposé les armes après la chute de Phnom Penh.
Paul Tep Im demande alors au frère Jean de profiter de sa dernière chance d’être évacué vers la Thaïlande, ce qu'il refuse, et Paul Tep Im décide de rester avec lui.

Le 20 avril 1975, Monseigneur Tep Im célèbre sa dernière messe dans la cathédrale de Battambang. Il donne l’absolution collective et déclare :  
“Aujourd’hui, j’ai 33 ans, l’âge du Christ à sa mort.”
Le 24 avril au matin, avant que Battambang ne soit vidée de sa population, le frère Jean essaie de récupérer la réserve eucharistique dans le tabernacle de la cathédrale, mais il est empêché d’entrer par des soldats khmers rouges qui le blessent avec leur baïonnette. Monseigneur Tep Im décide alors d'emmener le frère Jean à la pagode de Mongkolborey sur la route vers la Thaïlande où passe un convoi d’étrangers évacués de l'ambassade de France à Phnom Penh. À ce moment, leur trace se perd. Leurs corps sont retrouvés au bord d'un petit canal sous le pont de Prekchik, exécutés par balle, probablement le jeudi 8 mai 1975, jour de l'Ascension.
L’assassinat de Paul Tep Im par les communistes khmers a été confirmé en 1975 par une enquête diligentée par le gouvernement américain dans les camps de réfugiés khmers à Surin en Thaïlande. Abattu par les salves d’un AK-47, ils ont été décapités et leurs têtes accrochées à des piquets sur le pont dit « des Vietnamiens », de Spean Yoan, sur la route de Sisophon.

## Vénération
Paul Tep Im fait partie des 35 catholiques cambodgiens pour lesquels un procès en béatification a été ouvert le 1er mai 2015 par Mgr Olivier Schmitthaeusler, vicaire apostolique de Phnom Penh.
Depuis le 8 mai 2018, les chrétiens de Battambang se réunissent chaque année pour honorer le jour de son martyre.